# Milan Nový
Milan Nový (Kladno, 23 settembre 1951) è un ex hockeista su ghiaccio ceco, fino al 1992 cecoslovacco.

## Palmarès

### Olimpiadi invernali
- 1 medaglia[1]:
  - 1 argento (Innsbruck 1976)

### Mondiali
- 7 medaglie[1]:
  - 2 ori (Polonia 1976; Austria 1977)
  - 4 argenti (Germania Ovest 1975; Cecoslovacchia 1978; Unione Sovietica 1979; Finlandia 1982)
  - 1 bronzo (Svezia 1981)

### Canada Cup
- 2 medaglie[1]:
  - 1 argento (1976)
  - 1 bronzo (1981)